# Perszeron

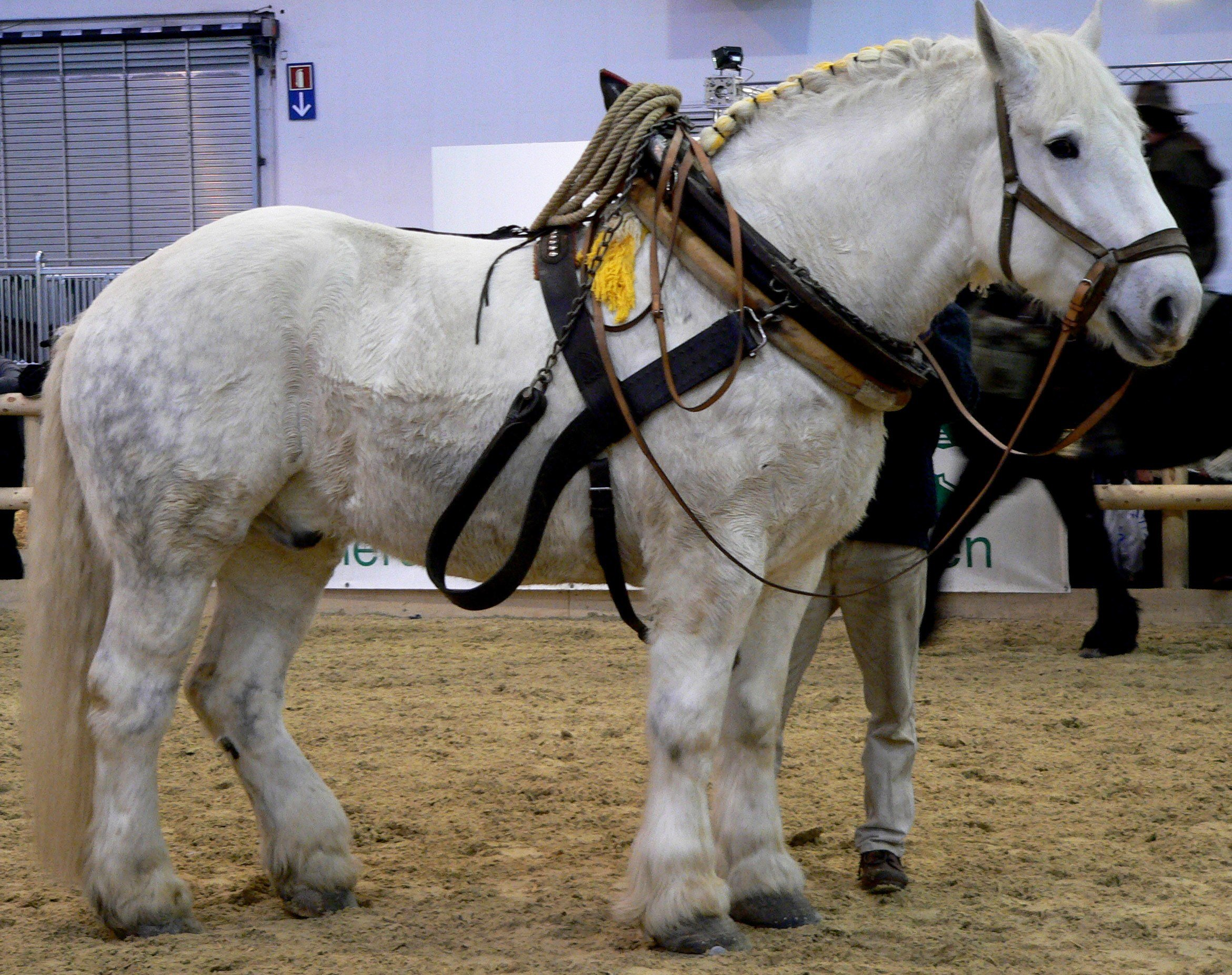
Perszeron

Perszeron – rasa zimnokrwistych koni, wywodząca się z regionu Le Perche w Normandii we Francji. Powstała w wyniku wieloletniego krzyżowania się lokalnych ras koni z innymi rasami.

## Historia
Perszerony w średniowieczu miały dolewkę krwi orientalnej ze zdobytych koni na Maurach, a następnie przez konie sprowadzane z Kastylii. W XVII w. konie z Perche, przodkowie obecnego perszerona, były mniejsze, miały od 152 do 163 cm wysokości i były bardziej zwinne. Konie te były niemal jednolicie siwe; obrazy i rysunki z okresu średniowiecza zazwyczaj przedstawiają francuskich rycerzy na wierzchowcach w tym kolorze. Po czasach opancerzonych rycerzy, nacisk w hodowli koni został przesunięty tak, aby stworzyć konie zdolne do ciągnięcia ciężkich powozów w szybkim kłusie. W XVIII w. wykorzystano w hodowli perszerona konie czystej krwi arabskiej i nowo powstałej pełnej krwi angielskiej. Preferowano konie siwe, ponieważ ich jasne umaszczenie było lepiej widoczne w nocy. Ten nowy typ konia został nazwany "Diligence Horse", ponieważ ciągnięte przez nie dyliżanse nosiły nazwę "diligences". Po tym, jak dyliżanse zostały zastąpione przez kolej, dzisiejszy typ perszerona powstał w XIX w. przez krzyżowanie z koniem bretońskim jako nieco cięższy koń do użytku w rolnictwie i ciężkich pracach transportowych, przewożąc towary z portów do stacji kolejowych.

## Pokrój
Wysokość w kłębie wynosi 155-185 cm. Maść siwa, kara w skrajnych przypadkach tarantowata. Są to konie kościste i masywne. Masa ciała 1000 do 1200 kg.

## Zastosowanie
Są to konie pociągowe używane głównie w rolnictwie. Do Polski sprowadzane były od 1855 do I wojny światowej, głównie w okolice Radomia i Lubina. Hodowane były także w ZSRR, obecnie głównie we Francji, Wielkiej Brytanii i USA.

## Rekordy
- Największym dotąd zarejestrowanym osobnikiem był ogier o imieniu Dr. De La Gear. Mierzył 213,5 cm i ważył 1372 kg[4].
- Australijska klacz tej rasy przeciągnęła 1545 kg na odcinku 4,5 m[4].